# DreamForge Intertainment
DreamForge Intertainment – były amerykański producent gier komputerowych, znany z gier RPG opartych na licencji AD&D oraz przygodówki point-a-click Sanitarium.

## Historia
Wiosną (lub w sierpniu) 1990 r. trzech pracowników Paragon Software – James Namestka, Scot Noel i Thomas Holmes, niezadowoleni z kierunków kreatywnych, jakie firma obrała przy produkcji MegaTraveller oraz gier na licencji Marvel Comics, odeszli z firmy i stworzyli własne studio – Event Horizon Software.  Ich intencją stało się tworzenie gier RPG, zaś studio kojarzone jako zespół złożony z graczy, nie programistów (członkowie studia w trakcie prac nad grami zagrywali się w gry fabularne typu AD&D, co zdaniem Scota Noela, pozwalało uzyskać lepsze zrozumienie dla zamierzonej wartości growej). Zanim siedziba studia została ulokowana w jednej z przemysłowych stref Jeannette, zespół pracował na trzecim piętrze domu rodzinnego Jima Namestki, zaś wyposażenie – członkowie ufundowali z własnych oszczędności i kart kredytowych. Kluczem do sukcesu pierwszych produkcji, założyciele wskazali sześciomiesięczny okres produkcyjny wydawanych tytułów (miast stosowanego u innych producentów, swobodnego cyku). Po wydaniu dwóch gier i kłopotach studia z dotychczasowymi wydawcami (Electronic Zoo oraz InterStel Corporation zakończyły działalność niedługo po wypuszczeniu na rynek, kolejno: Dark Spyre oraz Dusk of the Gods) – Event Horizon rozpoczęło współpracę ze Strategic Simulations. Znalezienie wydawcy pozwoliło dokończyć, będącego w końcowym etapie prac, The Summoning oraz rozpocząć nowy projekt – Veil of Darkness. Wydawca zaznajomił twórców z nowymi technologiami, bez nakładania dodatkowych kosztów, i zatrudnił do stworzenia Dungeon Hack oraz Ravenloft. Oba podmioty dzieliły również wizerunek "studia tworzonego przez graczy".
W trakcie prac nad Dungeon Hack we wrześniu 1993 r, studio zmieniło nazwę na DreamForge Intertainment. Zmianę tę Jim Namestka tłumaczył podobieństwem dotychczasowej nazwy do innego studia – Event Horizons BBS i chęcią uniknięcia problemów z rozpoznawalnością produktów firmy. Nazwa DreamForge stanowiła zbitek słów "dream" (marzenie; programiści je realizują), "forge" (wykuć, kuźnia; symbolizuje ono rzemiosło, kunszt), zaś Intertainment ("interactive" + "entertainment" – interaktywna rozrywka) – co można tłumaczyć jako "Kuźnię Marzeń Interaktywnej Rozrywki". Prócz produkcji gier dla Strategic Simulations, studio zostało zatrudnione przez Capstone Software do produkcji gry Chronomaster, tworzonej we współpracy z Rogerem Zelaznym. Nawiązało również w 1997 r. partnerstwo z ASC Games, czego efektem stało się wydanie, rok później, Sanitarium. W maju 1998 r. siedzibę studia przeniesiono do Greensburga, zespół wtedy pracował nad 3-4 projektami i liczył ok. 45 osób. W maju 1999 r.  w magazynie PC Akcelerator ujawniono pracę nad Werewolf: The Heart of Gaia. Liczebność studia wzrosła do 60 osób, wśród projektów studia znajdowały się m.in. czwarta część serii Myst, Werewolf: The Heart of Gaia, gra osadzona w świecie Warhammer 40.000. Ostatecznie, dnia premiery doczekał się ten ostatni, pt. Warhammer 40.000: Rites of War. Niepowodzenia te poskutkowały dużymi zwolnieniami w firmie. Z czasem, rozpoczęto prace nad tytułami na platformę Xbox (na co wskazuje widniejąca nazwa firmy wśród listy oficjalnych producentów tworzących gry na Xboxa). W październiku 2000 r. studio poszukiwało modelarzy poziomów w środowisku 3D przy produkcji gry akcyjno-przygodowej na platformę Xbox i produkcję licencjonowaną na komputery osobiste (Myst IV lub Werewolf). Scot Noel odszedł z firmy w 2001 r.
Wskutek problemów finansowych wynikających z anulowania projektów i niemożności znalezienia wydawcy dla tworzonych wewnętrznie tytułów, studio zakończyło działalność  we wrześniu 2001 r. (choć w marcowym Hyper z 2002 r. Legend of Sun od DreamForge nadal widniało jako nadchodząca produkcja na Xboxa). W chwili zamknięcia, studio zajmowało powierzchnię biurową 20 tys. ft² na 2,5 akra przestrzeni (ok. 1858 m² na 10 117 m²).
Obecnie nazwa ta jest używana jako tytuł magazynu wydawanego przez małżeństwo Scota Noela i Jane Vauger, byłych pracowników DreamForge., poświęconego tematyce fantasy W 2018 r. miał miejsce zjazd byłych pracowników DreamForge w Keynote Cafe, gdzie dawniej mieściła się siedziba studia.

## Wyprodukowane gry
| Tytuł                                   | Rok                         | Wydawca                                                        | Platforma                   | Uwagi |
| jako Event Horizon Software             | jako Event Horizon Software | jako Event Horizon Software                                    | jako Event Horizon Software | jako Event Horizon Software |
| --------------------------------------- | --------------------------- | -------------------------------------------------------------- | --------------------------- | --- |
| Dark Spyre                              | 1990                        | Electronic Zoo                                                 | MS-DOS; Amiga               | Rok później amerykańskie studio Software Sorcery przeportowało grę na Amigę; jej wydawcą zostało Electronic Zoo. |
| Dusk of the Gods                        | 1991                        | Interstel Corporation                                          | MS-DOS                      | |
| The Summoning                           | 1992                        | Strategic Simulations Inc.; Softgold; Ving, Co.                | MS-DOS; PC-98               | Kontynuacja gry Dark Spyre; w 1994 r. nakładem Ving pojawił się port na PC-98 |
| Veil of Darkness                        | 1993                        | Strategic Simulations Inc.; Ving, Co.; US Gold                 | MS-DOS; FM Towns; PC-98     | W 1994 r. nakładem Ving wyszedł port na FM Towns (Veil of Darkness: Norowareta Yogen) |
| Dungeon Hack                            | 1993                        | Strategic Simulations Inc.; Right Stuff Co.                    | MS-DOS; PC-98               | Gra oparta jest na drugiej edycji Advanced Dungeons and Dragons, zaś silnik, zdaniem Ala Giovetti, był zmodyfikowanym silnikiem Eye of the Beholder. Magazyn Computer Game Review uhonorował grę nagrodą Most Replay Value of 1994. W 1995 r. na PC-98 wyszedł port wydany przez Right Stuff Co. |
| jako DreamForge Intertainment           |                             |                                                                |                             | |
| Ravenloft: Strahd's Possession          | 1994                        | Strategic Simulations Inc.; Ving, Co.                          | MS-DOS; FM Towns; PC-98     | W 1995 r. nakladem Ving, Co wyszedł port na FM Towns oraz PC-98 (Ravenloft: Aku no Keshin) |
| Menzoberranzan                          | 1994                        | Strategic Simulations Inc.; KSS Inc.                           | MS-DOS; PC-98               | SSI ujawniło grę podczas Origins Game Convention w San Jose. W 1995 r. nakładem KSS pojawił się port na komputery NEC (Menzoberranzan: Yami no Monshou) |
| Ravenloft: Stone Prophet                | 1995                        | Strategic Simulations Inc.;                                    | MS-DOS                      | Kontynuacja gry Ravenloft: Strahd Possession, dawała opcję importu wykreowanej przez gracza postaci z poprzedniej gry. |
| Anvil of Dawn                           | 1995                        | New World Computing                                            | MS-DOS                      | Tytuł roboczy – DarkSpyre 3. Computer Game Review przyznał nagrodę "Golden Triad Award" i "RPG of the Year 1995" Computer Gaming World uhonorował grę tytułem RPG of the Year 1996. Gra miała stanowić wstęp do serii. |
| Chronomaster                            | 1995                        | Capstone Software; IntraCorp Entertainment; SoftKey; U.S. Gold | MS-DOS                      | Pierwsze wzmianki na temat gry pojawiły się w 1995 r. Była to jedna z ostatnich produkcji, w których czynny udział brał Roger Zelazny (do swej śmierci w czerwcu 1995 r); dalszymi pracami przewodziła Jane Lindskold. Zdaniem Charlesa Ardai'a, gra odniosła komercyjną porażkę. |
| War Wind                                | 1996                        | Strategic Simulations Inc.                                     | Microsoft Windows           | |
| 101 Dalmatians: Escape from DeVil Manor | 1997                        | Disney Interactive                                             | Microsoft Windows           | Gra okazała się największym komercyjnym sukcesem studia. |
| War Wind II: Human Onslaught            | 1997                        | Strategic Simulations Inc.                                     | Microsoft Windows           | |
| Sanitarium                              | 1998                        | ASC Games                                                      | Microsoft Windows           | Prace nad Sanitarium trwały 16 miesięcy. Computer Gaming World przyznał nagrodę "Adventure Game of the Year"; i wygrał w kategorii Story of the Year. Gra nie została wydana w Australii (wg. redakcji magazynu PC Powerplay, gra nie została wydana poza Europą, acz nie jest to pewne), co po kilku latach od premiery tłumaczono słabą sprzedażą gier przygodowych w tym kraju. Po latach, grupa byłych pracowników DreamForge pod szyldem Spirit and Sword Software zainicjowała zbiórkę pieniędzy na duchowego następcę Sanitarium, pt. Shades of Insanity; premiera gry była planowana na 2016 r. Od tego czasu na temat gry ucichło, strona studia nadal jest aktywna, lecz nieaktualizowana. |
| TNN Outdoors Pro Hunter                 | 1998                        | ASC Games                                                      | Microsoft Windows           | |
| Warhammer 40.000: Rites of War          | 1999                        | Strategic Simulations Inc.                                     | Microsoft Windows           | Oparty na silniku Panzer General II. |

## Scot Noel o produkcjach studia
- Ravenloft: The Stone Prophet Najpierw [pojawił się koncept] historii, następnie opracowaliśmy silnik i martwiliśmy się o kierunek artystyczny i balans rozgrywki. Ravenloft: The Stone Prophet był dobrym tego przykładem, gdzie podjęliśmy próbę rozgałęzienia fabuły w wielu kierunkach, określając początek historii tak, aby mogła się poszerzać o nowe wątki wraz z upływającym czasem spędzonym w grze[31].
- Anvil of Dawn(...) stworzony dla New World Computing. Zwyciężyło w magazynie CGW tytuł "Gry RPG Roku", ma ona swoje specjalne miejsce w mym sercu za bycie "czysto dreamforge'ową grą"  – opracowany samodzielnie, począwszy od bycia projektem w strzępach, bez żadnej ingerencji wydawcy (ale z dużym wsparciem z ich strony), Za co podziękowania kieruję Jonowi Von Caneghemowi [założycielowi New World Computing] i Deane Rettig [producentce gry].

- Chronomaster (współpraca z Rogerem Zelazny) Spodziewaliśmy się potencjalnego konfliktu, gdzie Roger zaprojektuje zagadki i sytuacje, do których silnik nie był przystosowany. (...), jednak wnet to zrozumiał i doceniał nasze starania w przełożeniu jego pomysłów w świat wirtualnej rozgrywki. Szczególnie docenił naszą wyobraźnię, jak nadaliśmy osobowość Jesterowi, sztucznej inteligencji statku Chronomastera. Odejście Rogera Zelaznego w trakcie prac, było ogromnym szokiem dla nas, nie mieliśmy pojęcia, że wówczas chorował. Do końca napawał nas optymizmem i ekscytował się projektem.
- seria War Wind Zespół produkcyjny za cel stawiał motyw konfliktu zbrojnego, który jest kontrproduktywny i ostatecznie bezcelowy. (...) Były tam silnie zarysowane elementy RPG-owe, gdzie każda z występujących ras posiadała swoją własną, silną osobowość i styl. Koszmarem w strategiach czasu rzeczywistego jest sztuczna inteligencja. W War Wind nie działała za dobrze, do tygodnia czasu, jaki nam pozostał do daty premiery. Nagle, te same stwory, które kręciły się w kółko od miesięcy – chwycili za narzędzia i bronie, i zaczęli rozstawiać po kątach naszą ekipę testerów. Byliśmy szczęśliwi z nagłej rewolucji.

- Sanitarium

Sanitarium, było podobnie jak Anvil of Dawn, produktem samodzielnie stworzonym przez DreamForge – dzieckiem, z którego bardziej dumnych rodziców znaleźć by nie potrafiło. Zostało stworzone przez bandę szalonych i genialnych ludzi, którzy wiedzieli, że pracują nad czymś wyjątkowym. Oryginalnie tworzona była bez funduszy z zewnątrz i zaprojektowana modułowo – tak, aby była możliwość umieszczenia i usunięcia dowolnego fragmentu z gry bez zaburzenia podstawowej narracji. W ten sposób, można było tworzyć grę na tyle dużą, na ile było nas finansowo stać. Ostatecznie, ASC Games kupiło projekt, i podobnie jak New World Computing, pozwoliło nam być wiernym własnym marzeniom, wliczając w to, zakończenie bez przemocy, gdzie rozsądek tryumfuje.

## Nieukończone projekty
| Tytuł                                        | Rok         | Wydawca               | Platforma         | Uwagi |
| -------------------------------------------- | ----------- | --------------------- | ----------------- | --- |
| Mega Metal                                   | 1996        | (brak)                | PlayStation       | Wzmianka o grze na stronie Kim Haines. |
| War Metal                                    | ok. 1997    | Strategic Simulations | (brak)            | Wzmianka o grze w CV opublikowanym na stronie własnej Davida Locke'a. Prawdopodobnie może się tu rozchodzić o projekt Mega Metal umieszczonym powyżej. |
| Werewolf: The Apocalypse – The Heart of Gaia | 1998-2000/1 | ASC Games             | Microsoft Windows | W maju 1999 r. w magazynie PC Akcelerator ujawniono pracę nad Werewolf: The Heart of Gaia - grą akcji rozgrywaną zarówno z pierwszej, jak i trzeciej osoby z elementami RPG działającą na silnie zmodyfikowanym silniku Unreal, opartą na licencji papierowego RPG Werewolf: The Apocalypse wydawnictwa White Wolf.. Gra miała posiadać 28 poziomów składających się na 4 rozdziały mające miejsce w Anglii, Grecji, USA oraz Umbry (Świata Mroku). Był rozważany piąty rozdział ulokowany w meksykańskiej dżungli, lecz okazało się w trakcie prac, że silnik Unreal nie nadaje się do, tak szczegółowych w detale, lokacji. Innowacją był tzw. Z-lock, która polegała na zablokowaniu kamery na osi Z, co miało ułatwić graczowi atakowanie przeciwnika. Elementy RPG ujawniały się w zdobywanych w trakcie rozgrywki Punktów Chwały (odpowiedniki punktów doświadczenia), te pozwalały odblokować/rozwijać umiejętności i stosować czary. Zespół odpowiedzialny za grę liczył, w maju 1999 r, 20 osób (5 programistów, 9 artystów, 6 projektantów poziomów). W produkcję wersji demonstracyjnej brało udział 14 osób. Projektem przewodziła Jane Yeager Noel. Pierwotnie planowano wydać we wrześniu/III kwartale 1999 r. Później przesunięto na święta br. W grudniowym Secret Service pojawiła się wzmianka o trybie multiplayer (o czym zagraniczne czasopisma nie wyrażają wzmianki). W lutowym PC Powerplay udostępniono nowe materiały z gry, zaś termin został wskazany jako II kwartał 2000 r. W maju PC Gamer donosił o poszukiwaniu przez DreamForge nowego wydawcy, Jim Namestka zapewniał o wydaniu gry jeszcze w tym roku, w planach była implementacja zaklęć. W styczniowym Resecie 2001 r. rmożna znaleźć wzmiankę-zapowiedź tytułu będącego (rzekomo) w zaawansowanym stanie prac. Kim Haines, odpowiedzialna za modele postaci i tekstury wskazuje rok 2000 jako koniec prac. Po latach, w 2011 r. poprzez forum Reddit zostały udostępnione materiały z gry (ok. 50 przerywników filmowych, ścieżka dźwiękowa). Za przerywniki filmowe odpowiedzialny był Marty Stoltz, zaś muzykę skomponował Jamie McMenamy. Za przyczynę anulowania gry zostały wskazane: bankructwo ASC Games i trudności przy pracy z silnikiem Unreal |
| A Week in South Park                         | 1998 -1999  | Acclaim Entertainment | Microsoft Windows | Informacja o grze została zawarta w październikowym PC Accelerator w 1998 r.Gra miała być przygodówką point-a-click na konsolę PlayStation. Za projekt gry odpowiedzialna była Kim Haines. Gracz miał wykorzystywać umiejętności unikalne dla każdej postaci. Zakładana premiera – zima 98, później czerwiec 1999 r. |
| Myst IV                                      | 1999-2001   | Mattel Interactive    | Microsoft Windows | Studio brało udział przy projektowaniu Myst III: Exile, lecz projekt ten został ostatecznie przekazany i od nowa tworzony przez Presto Studios. DreamForge zostały przyznane prace nad czwartą częścią i do momentu przerwania prac, ukończone zostało ok. 20% gry. Decyzją Ubisoftu, przeniesiono produkcję do podległego wydawcy, oddziałowi w Montrealu. |
| The Legend of Sun                            | 2000-2001   | (brak)                | Xbox              | Gra miała być tytułem ekskluzywnym dla konsoli Microsoftu. RPG czerpiący garściami z kultury oraz motywów Dalekiego Wschodu. Gracz miał przemierzać świat pełen otwartych, nadziemnych lokacji i rozległych, podziemnych labiryntów; oferować złożony system rozwoju postaci oparty na umiejętnościach i subtelną historię z ukrytymi, licznymi ścieżkami fabularnymi. Premiera planowana na przyszły rok, tj. 2001 r. |
| Kehl: Fury Unbound                           | 2000-2001   | (brak)                | Xbox              | Gra miała być trójwymiarową przygodową grą akcji, gdzie gracz wcielał się w tytułową łowczynię Kehl, która to miała ścierać się z różnymi wariantami kosmitów charakteryzujących się odmiennymi zachowaniami i umiejętnościami ataku. Zdolności sterowanej przez gracza postaci miały się również rozwijać i ewoluować wraz z liczbą pokonywanych przeciwników. Premiera była planowana na przyszły rok, tj. 2001 r. Marka została zarejestrowana w maju 2001 r, rok później porzucona |

## Ciekawostki
- Na zdjęciu zamieszczonym, m.in. na stronie internetowej DreamForge w sekcji Historia, założyciele DreamForge (nawiązując do podpisu pod nim, zamieszczonym na łamach magazynu Computer Gaming World) palą swoje identyfikatory pracownicze z Paragon Software. Symbolizowało ono okres, kiedy programiści nie posiadali własnej siedziby, określając siebie mianem "bezdomnych"[3]